# Harichovce
Harichovce (in ungherese Pálmafalva, in tedesco Palmesdorf o Halmsdorf) è un comune della Slovacchia facente parte del distretto di Spišská Nová Ves, nella regione di Košice.